# 용환승
용환승(龍煥昇, 1960년 ~ )은 대한민국의 이화여자대학교 컴퓨터전자공학부 교수이다.  제24대 한국정보과학회 부회장을 역임했다.

## 생애
춘천 출생으로 서울대학교에서 컴퓨터공학을 전공하고 1983년 학사학위를, 동대학원에서 1985년, 1994년에 석사, 박사학위를 취득하였다. 이후 1995년부터 현재까지 이화여자대학교 컴퓨터공학과 교수로 재직중이다. 2009년 제24대 한국정보과학회 부회장과 2010년 제25대 한국정보과학회 이사를 지냈다.

## 학력
- 1983. 서울대학교 컴퓨터공학과 졸업 (학사)
- 1985. 서울대학교 대학원 컴퓨터공학과 졸업 (공학석사)
- 1985 -1989 한국전자통신연구소 연구원
- 1994. 서울대학교 대학원 컴퓨터공학과 졸업 (공학박사)

## 경력
- 1990 -1992 서울대 중앙교육연구전산원 연구조교
- 1994. 3 - 1995.2  서울대 컴퓨터신기술공동연구소 특별연구원
- 2000. 3 - 2002. 1 이화여대 정보통신창업지원센터장
- 2000. 3 - 2002. 2 이화여대 교육대학원 컴퓨터교육전공 주임교수
- 2000. 8 - 2002.7 정보과학대학원 교학부장
- 2001. 3 - 2002.7 이화여대 정보과학대학원 인터넷기술전공 주임교수
- 2002. 8 - 2003.2 IBM Watson Research Center 방문연구원
- 2005. 2 - 2007.1 이화여대 컴퓨터정보통신공학부 학부장, 공과대학 선임학부장
- 1995. 3  - 현재 이화여자대학교 컴퓨터공학과 교수
- 2007. 8 - 현재 (재)그래픽스연구원 원장
- 2007. 8 - 현재 이화여대 정보통신연구소장,
- 2007. 8 - 현재 중소기업청 지원 이화여대 산학연컨소시엄센터장
- 2009년 제24대 한국정보과학회 정책기획위원장, 부회장
- 2010년 제25대 한국정보과학회 이사

## 연구분야
- Traditional Database Management System Issues
- Data Warehousing and OLAP (Online Analytical Processing)
- Data Mining, Web Mining
- XML Server and Computing
- Multimedia Information Management
- Cyber Education
- Bio-Informatics
- Ubiquitous Computing